# ROC en los Juegos Olímpicos
ROC (del inglés, Russian Olympic Committee) es la denominación que el Comité Olímpico Internacional (COI) adoptó para permitir la participación en los Juegos Olímpicos de Tokio 2020 y de Pekín 2022 de los deportistas de Rusia que cumplieron los requisitos impuestos después de la suspensión del Comité Olímpico Ruso por el escándalo de dopaje encubierto por la Agencia Rusa Antidopaje. Los deportistas tuvieron que competir con un uniforme neutral y bajo la bandera de su comité olímpico.
Los deportistas rusos han competido bajo diferentes denominaciones: de 1900 a 1912 como Imperio Ruso, de 1952 a 1988 bajo la bandera de la Unión Soviética, en 1992 como parte del Equipo Unificado y en 2018 como Atletas Olímpicos de Rusia.
El equipo en los Juegos Olímpicos de Verano de 2020 en Tokio estuvo compuesto por 336 deportistas. Obtuvieron en total 71 medallas: 20 de oro, 28 de plata y 23 de bronce.
En los Juegos Olímpicos de Invierno participó en la edición de Pekín 2022, consiguiendo un total de 32 medallas: 5 de oro, 12 de plata y 15 de bronce.

## Suspensión del Comité Olímpico Ruso
El 9 de diciembre de 2019, la Agencia Mundial Antidopaje (AMA) decidió excluir a Rusia de las competiciones olímpicas por cuatro años –incluyendo Tokio 2020 y los Pekín 2022– en represalia al dopaje en el deporte ruso.
Como ya ocurriera en los Juegos Olímpicos de Invierno de 2018, el TAS permitió la participación de aquellos deportistas rusos que hubieran sido autorizados individualmente. El COI adoptó la denominación ROC (acrónimo del nombre en inglés del Comité Olímpico Ruso) y dictaminó que los deportistas clasificados compitieran bajo la bandera del Comité Olímpico Ruso, con un uniforme sin mención al Comité Olímpico Ruso y sin el uso del acrónimo RUS, y en lugar del himno de Rusia se use el Concierto para piano n.º 1 de Chaikovski.

## Medalleros

### Por edición
| Evento     | Oro | Plata | Bronce | Total |
| ---------- | --- | ----- | ------ | ----- |
| Tokio 2020 | 20  | 28    | 23     | 71    |
| TOTAL      | 20  | 28    | 23     | 71    |

| Evento     | Oro | Plata | Bronce | Total |
| ---------- | --- | ----- | ------ | ----- |
| Pekín 2022 | 5   | 12    | 15     | 32    |
| TOTAL      | 5   | 12    | 15     | 32    |

### Por deporte
| Evento                | Oro | Plata | Bronce | Total |
| --------------------- | --- | ----- | ------ | ----- |
| Atletismo             | 1   | 1     | 0      | 2     |
| Baloncesto            | 0   | 2     | 0      | 2     |
| Balonmano             | 0   | 1     | 0      | 1     |
| Boxeo                 | 1   | 1     | 4      | 6     |
| Ciclismo              | 0   | 0     | 2      | 2     |
| Esgrima               | 3   | 4     | 1      | 8     |
| Gimnasia              | 2   | 4     | 4      | 10    |
| Judo                  | 0   | 0     | 3      | 3     |
| Lucha                 | 4   | 0     | 4      | 8     |
| Natación              | 2   | 2     | 1      | 5     |
| Natación sincronizada | 2   | 0     | 0      | 2     |
| Remo                  | 0   | 2     | 0      | 2     |
| Saltos                | 0   | 0     | 1      | 1     |
| Taekwondo             | 2   | 1     | 1      | 4     |
| Tenis                 | 1   | 2     | 0      | 3     |
| Tiro                  | 2   | 4     | 2      | 8     |
| Tiro con arco         | 0   | 2     | 0      | 2     |
| Voleibol              | 0   | 1     | 0      | 1     |
| Vóley playa           | 0   | 1     | 0      | 1     |
| TOTAL                 | 20  | 28    | 23     | 71    |

| Evento                  | Oro | Plata | Bronce | Total |
| ----------------------- | --- | ----- | ------ | ----- |
| Biatlón                 | 0   | 1     | 3      | 4     |
| Esquí acrobático        | 0   | 0     | 3      | 3     |
| Esquí de fondo          | 4   | 4     | 3      | 11    |
| Hockey sobre hielo      | 0   | 1     | 0      | 1     |
| Luge                    | 0   | 0     | 1      | 1     |
| Patinaje artístico      | 1   | 3     | 2      | 6     |
| Patinaje de velocidad   | 0   | 1     | 1      | 2     |
| Patinaje en pista corta | 0   | 1     | 1      | 2     |
| Salto en esquí          | 0   | 1     | 0      | 1     |
| Snowboard               | 0   | 0     | 1      | 1     |
| TOTAL                   | 5   | 12    | 15     | 32    |